# Chepes
Chepes, cuyo nombre completo es Villa de Nuestra Señora de Limpia Concepción de Chepes, es una pequeña ciudad localizada en la región de los llanos Sur de la provincia de La Rioja, Argentina, cabecera del departamento Rosario Vera Peñaloza.

## Toponimia
EL pueblo originario olongasta solía utilizar palabras de otros pueblos. El vocablo "Chepes" es precisamente un ejemplo de ello ya que proviene del araucano y significa ‘gente amiga’. 
En la región de Cuyo existió, según trae Cabrera, un indio llamado «Yomeonta», cacique de la «tierra» «Chulupte» en jurisdicción de San Luis de la Punta, encomendado a Gregorio Morales de Albornoz en 1594. Hay desde luego cierta afinidad sonora entre Chulupte y Chepe. Chulupte es alentiac. Pero donde la afinidad llega casi a la identidad, es en «Yelpe», apellido del originario Gonzalo Yelpe, de la encomienda de Ana Jufre y sujeto al cacique Ulio, en Chepe. La «Y» es intercambiable con la «CH», como Yome que también se dice Chome, tendremos que Yelpe, daría como Chelpe o Chepe muy fácilmente. En araucano «Che» es ‘gente’ y «Peñi», ‘amigo’.

## Geografía
El nombre original de la localidad es Estación Chepes. Hoy se llama simplemente «Chepes», conforme a lo que establece la Ley N.º 297, del 28 de diciembre de 1916.
El departamento tiene 6114 km² y limita al sur con el Departamento General San Martín. Al norte con el Departamento Juan Facundo Quiroga. Al este con el Departamento General San Martín y el Departamento General Ortiz de Ocampo. Al oeste con el Departamento Caucete de la provincia de San Juan. Por esta ciudad pasa la RN 141, que comunica las ciudades de San Juan (Capital) y Córdoba (Argentina), y también pasa la ruta provincial RP 29, que comunica San Juan, la ciudad de La Rioja y Córdoba.
Esta localidad es satélite de la ciudad de San Juan, a 212 km de distancia. Pese a que la capital provincial, La Rioja, se encuentra algo más cerca, 165 km, San Juan cuenta con mayor variedad de servicios y comercios gracias a que tiene una población más numerosa. También los caminos que la unen a San Juan son más seguros y suelen estar mejor mantenidos.

## Población
Cuenta con 11,039 habitantes (Indec, 2010), lo que representa un incremento del 12.8 % frente a los 9,781 habitantes (Indec, 2001) del censo anterior.

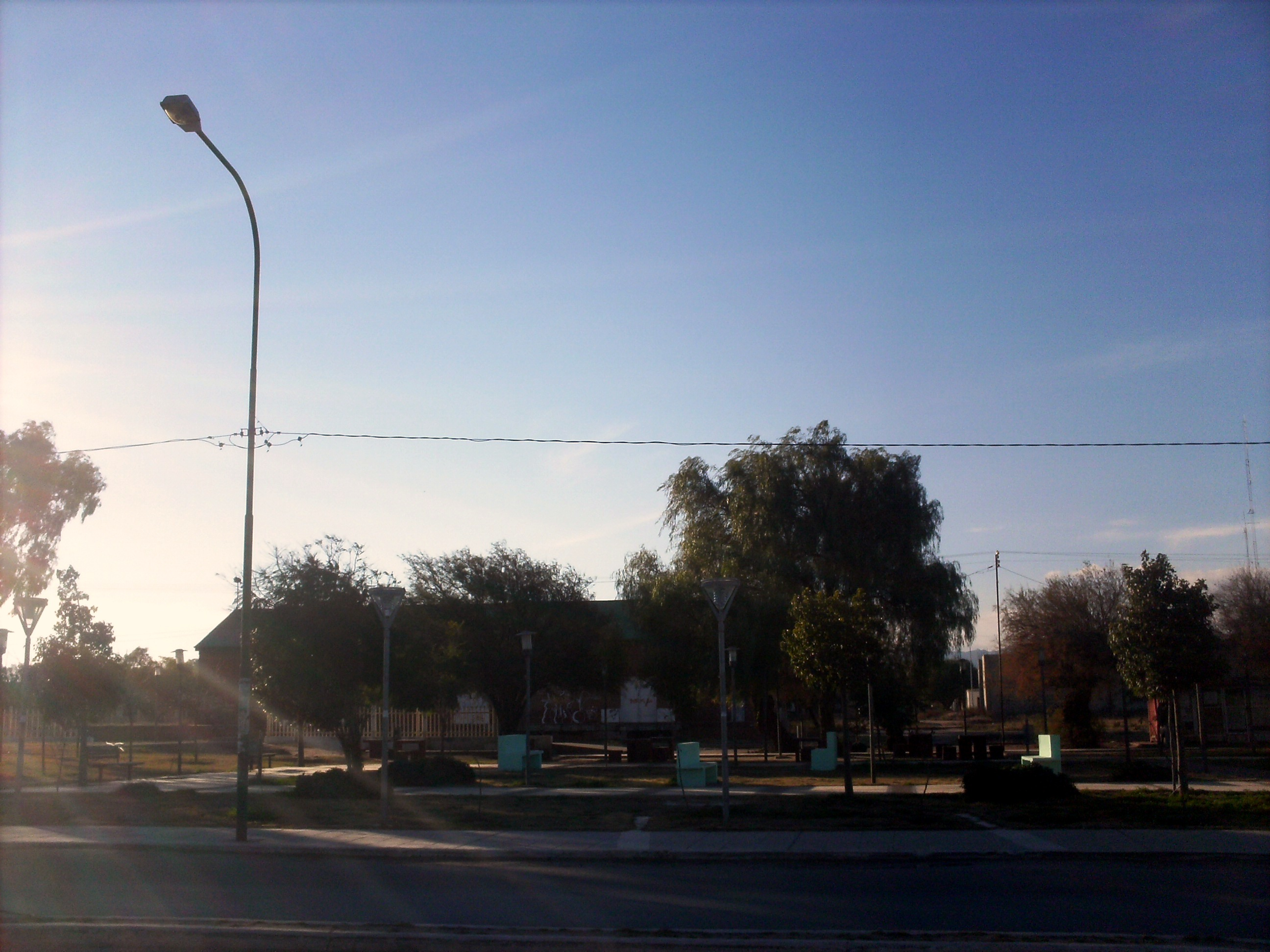
Plaza del pueblo.

| Gráfica de evolución demográfica de Chepes entre 1869 y 2010                         |
|                                                                                      |
| Fuente: Censos nacionales del INDEC y IV Censo de la República Argentina (1869-1947) |

## Clima
El clima es ventoso todo el año con la característica que en los meses de agosto, septiembre y enero, febrero, se torna en viento caliente el llamado «Viento Zonda» tan típico de la zona del cuyo (provincias de San Juan, Mendoza, y San Luis). Otoño e invierno son más bien templados, pero primavera y verano es muy caluroso. En el año llueve aproximadamente un promedio de 300 mm, con la característica que llueve más en la zona norte del Dto. Rosario Vera Peñaloza que en el sur, por consecuencia que el norte es más pintoresco en vegetación, contando con varias represas y algunas vertientes, en cambio al sur existe una gran escasez del agua, existiendo poca vegetación y tierras más áridas, lo que se agrega la tala rasa muy poco controlada del algarrobo y del quebracho (árboles típicos de la zona), lo que de forma indirecta repercute en la degradación de los campos, tornando la vida de los pobladores más sacrificada.
| Parámetros climáticos promedio de Chepes (1961-1990), extremos (1961-presente) | Parámetros climáticos promedio de Chepes (1961-1990), extremos (1961-presente) | Parámetros climáticos promedio de Chepes (1961-1990), extremos (1961-presente) | Parámetros climáticos promedio de Chepes (1961-1990), extremos (1961-presente) | Parámetros climáticos promedio de Chepes (1961-1990), extremos (1961-presente) | Parámetros climáticos promedio de Chepes (1961-1990), extremos (1961-presente) | Parámetros climáticos promedio de Chepes (1961-1990), extremos (1961-presente) | Parámetros climáticos promedio de Chepes (1961-1990), extremos (1961-presente) | Parámetros climáticos promedio de Chepes (1961-1990), extremos (1961-presente) | Parámetros climáticos promedio de Chepes (1961-1990), extremos (1961-presente) | Parámetros climáticos promedio de Chepes (1961-1990), extremos (1961-presente) | Parámetros climáticos promedio de Chepes (1961-1990), extremos (1961-presente) | Parámetros climáticos promedio de Chepes (1961-1990), extremos (1961-presente) | Parámetros climáticos promedio de Chepes (1961-1990), extremos (1961-presente) |
| Mes                                                                            | Ene.                                                                           | Feb.                                                                           | Mar.                                                                           | Abr.                                                                           | May.                                                                           | Jun.                                                                           | Jul.                                                                           | Ago.                                                                           | Sep.                                                                           | Oct.                                                                           | Nov.                                                                           | Dic.                                                                           | Anual                                                                          |
| ------------------------------------------------------------------------------ | ------------------------------------------------------------------------------ | ------------------------------------------------------------------------------ | ------------------------------------------------------------------------------ | ------------------------------------------------------------------------------ | ------------------------------------------------------------------------------ | ------------------------------------------------------------------------------ | ------------------------------------------------------------------------------ | ------------------------------------------------------------------------------ | ------------------------------------------------------------------------------ | ------------------------------------------------------------------------------ | ------------------------------------------------------------------------------ | ------------------------------------------------------------------------------ | ------------------------------------------------------------------------------ |
| Temp. máx. abs. (°C)                                                           | 43.2                                                                           | 41.5                                                                           | 40.5                                                                           | 35.3                                                                           | 30.0                                                                           | 26.1                                                                           | 29.8                                                                           | 35.8                                                                           | 37.0                                                                           | 42.9                                                                           | 41.8                                                                           | 45.7                                                                           | 45.7                                                                           |
| Temp. máx. media (°C)                                                          | 33.9                                                                           | 32.3                                                                           | 29.1                                                                           | 25.3                                                                           | 21.0                                                                           | 16.7                                                                           | 17.0                                                                           | 20.1                                                                           | 23.5                                                                           | 28.3                                                                           | 31.6                                                                           | 33.4                                                                           | 26.0                                                                           |
| Temp. media (°C)                                                               | 26.2                                                                           | 25.0                                                                           | 22.2                                                                           | 18.7                                                                           | 14.8                                                                           | 10.7                                                                           | 10.5                                                                           | 13.1                                                                           | 16.2                                                                           | 20.6                                                                           | 23.7                                                                           | 25.6                                                                           | 18.9                                                                           |
| Temp. mín. media (°C)                                                          | 19.9                                                                           | 19.0                                                                           | 16.9                                                                           | 13.3                                                                           | 9.4                                                                            | 4.9                                                                            | 4.6                                                                            | 6.2                                                                            | 9.6                                                                            | 13.8                                                                           | 16.9                                                                           | 19.1                                                                           | 12.8                                                                           |
| Temp. mín. abs. (°C)                                                           | 4.0                                                                            | 6.5                                                                            | 4.5                                                                            | 0.9                                                                            | −2.1                                                                           | −4.1                                                                           | −5.2                                                                           | −4.0                                                                           | −1.7                                                                           | 3.4                                                                            | 5.5                                                                            | 9.0                                                                            | −5.2                                                                           |
| Precipitación total (mm)                                                       | 87.9                                                                           | 75.9                                                                           | 46.1                                                                           | 12.1                                                                           | 5.6                                                                            | 4.5                                                                            | 6.5                                                                            | 6.1                                                                            | 14.5                                                                           | 20.4                                                                           | 40.0                                                                           | 69.3                                                                           | 388.9                                                                          |
| Días de precipitaciones (≥ 0.1 mm)                                             | 6                                                                              | 5                                                                              | 4                                                                              | 2                                                                              | 1                                                                              | 1                                                                              | 1                                                                              | 1                                                                              | 2                                                                              | 2                                                                              | 3                                                                              | 6                                                                              | 34                                                                             |
| Humedad relativa (%)                                                           | 59                                                                             | 62                                                                             | 65                                                                             | 66                                                                             | 66                                                                             | 67                                                                             | 64                                                                             | 57                                                                             | 54                                                                             | 53                                                                             | 54                                                                             | 57                                                                             | 60                                                                             |
| Fuente n.º 1: NOAA                                                             |                                                                                |                                                                                |                                                                                |                                                                                |                                                                                |                                                                                |                                                                                |                                                                                |                                                                                |                                                                                |                                                                                |                                                                                |                                                                                |
| Fuente n.º 2: Servicio Meteorológico Nacional (días de precipitaciones)        |                                                                                |                                                                                |                                                                                |                                                                                |                                                                                |                                                                                |                                                                                |                                                                                |                                                                                |                                                                                |                                                                                |                                                                                |                                                                                |

## Sismicidad
La sismicidad de la región de La Rioja es frecuente y de intensidad baja, y un silencio sísmico de terremotos medios a graves cada 30 años en áreas aleatorias. Sus últimas expresiones se produjeron:
- 12 de abril de 1899 (126 años), a las 16:10 UTC −3 con 6.4 Richter; como en toda localidad sísmica, aun con un silencio sísmico corto, se olvida la historia de otros movimientos sísmicos regionales (terremoto de La Rioja de 1899)
- 24 de octubre de 1957 (67 años), a las 22:07 UTC −3 con 6.0 Richter (terremoto de Villa Castelli de 1957): además de la gravedad física del fenómeno se unió el olvido de la población a estos eventos recurrentes
- 28 de diciembre de 1978, terremoto ocurrido en San Juan a las 6:30 a. m. afectando también a Chepes.
- 28 de mayo de 2002 (22 años), a las 0:03 UTC −3, con 6.0 Richter (terremoto de La Rioja de 2002)[4]

## Historia

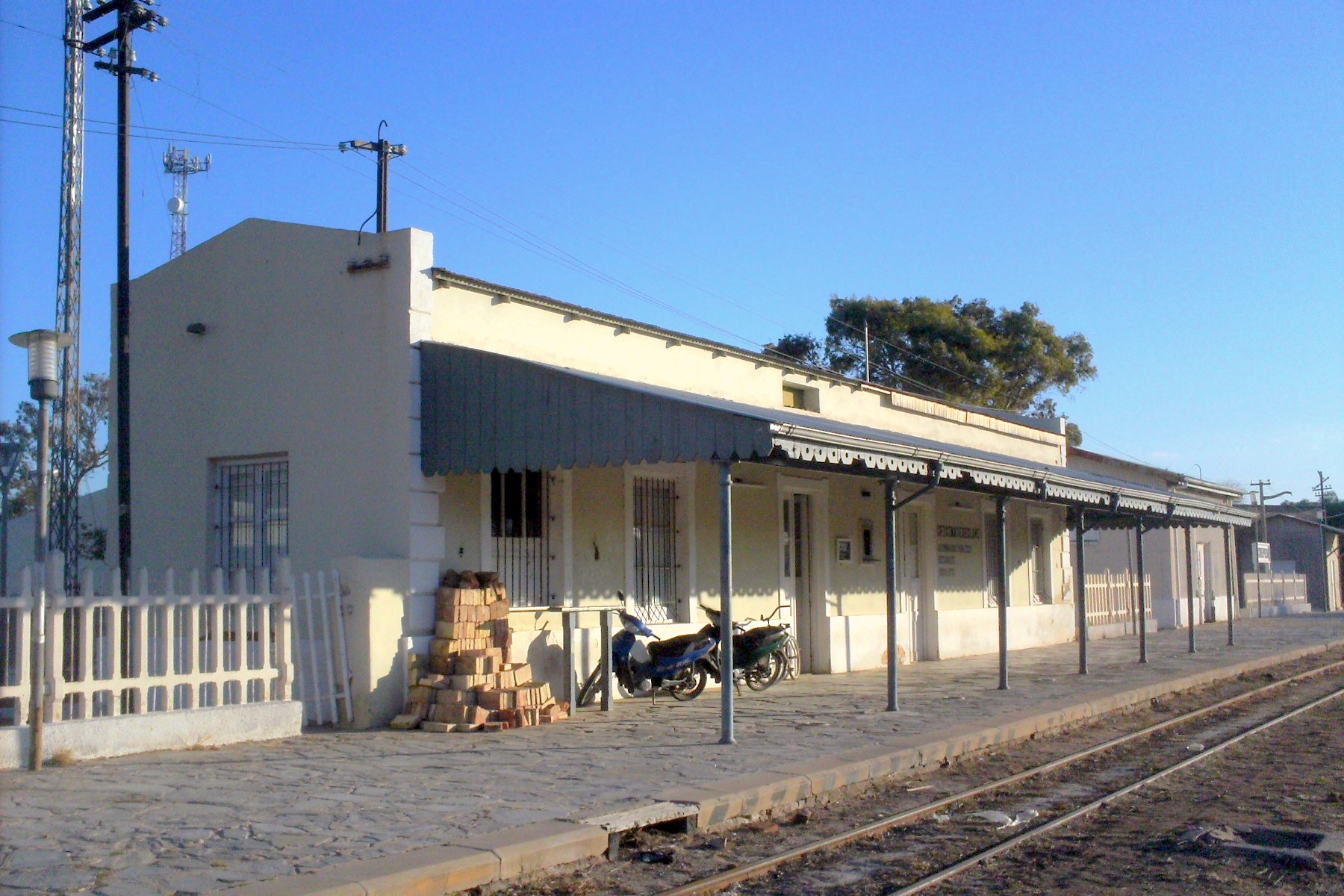
Histórica estación ferroviaria de Chepes, hoy desafectada.

Según cuenta Dardo de la Vega Díaz en su libro Toponimia Riojana, los primeros registros que se conocen de la primera Merced de Chepes es probable que haya sido hecha a Luis Izquierdo Guadalupe, ya que en el testamento de Antonio Reynoso Tello hecho en Tama en 1754, declara en su primer testamento de matrimonio que adquirió el paraje llamado Nuestra Señora de la Limpia Concepción de Chepes, por Amparo del cabildo y merced del gobernador Manuel Félix de Archí como tierras dependientes de don Luis Izquierdo Guadalupe. Así que podría considerarse a Antonio Reynoso Tello como fundador de Chepes, pues apenas compró sus tierras, durante su primer matrimonio con María Vargas, fue a vivir al paraje donde construyó su casa, plantó viñas, pobló de ganado y trabajó en la construcción de la iglesia de Nuestra Señora de la limpia Concepción.
Ahí don Antonio Reynoso Tello y su esposa formaron una familia, tuvieron varios hijos y vivieron muchos años, hasta que este enviudó. Al tiempo don Reynoso Tello se vuelve a casar, esta vez con Mariana Montiveros y Molina. Decidido a formar una nueva familia, Don Antonio compra tierras en Ulapes y construye su nueva estancia en esta localidad para luego marcharse definitivamente de la Villa de Chepes. Lorenzo Reynoso Tello es quien se hace cargo de las pertenencias que su padre le encomendó que cuidasen y protegieran, la Estancia, las cien cabezas de ganado, y la capilla con la imagen de la Virgen junto con todos elementos para la misa, más las imágenes de San Antonio y San José.

### Apolinario Tello
Don José Apolinario Tello nació en 1832, y bautizado dos años después en la parroquia de Catuna. Se sabe que fue un poderoso terrateniente, propietario de decenas de miles de hectáreas en los Llanos y mayordomo de la iglesia de la Villa de Chepes. Participó activamente en los levantamientos federales en apoyo a Ángel Vicente Peñaloza entre 1862 y 1863. Apolinario y su hermano José María Tello, colaboraron y ayudaron a Aurelio Salazar quien quedó al frente de las montoneras en la lucha contra los unitarios, pero años más tarde ambos lo traicionaron, apresándolo y entregándolo a la justicia para sea juzgado en 1868.
Según cuenta la historia el poder que tenía este hombre era realmente importante, fue muy respetado por todos ya que era considerado un verdadero cacique de aquella época, por su influencia fue comisario, juez, intendente, amo y señor. La casa donde el residía es lo que hoy se conoce como el “Museo de los Caudillos”, construida a mediados de 1700, época donde los Jesuitas aplicaban sus técnicas constructivas, por lo que hoy se revaloriza como uno de los aspectos más importantes de la casa.

### Llegada del ferrocarril
Si bien la localidad actual no nació con el ferrocarril (que se inauguró formalmente en 1910) este contribuyó al desarrollo de la localidad. Y si bien la Estación Chepes sigue con actividad esporádica, de haber cerrado o dejado de funcionar, la localidad no hubiera dejado de existir, debido a la cantidad de población que esta tiene gracias no solo a la actividad ferroviaria si no a las rutas que se abrieron posteriormente, hacia la ciudad de La Rioja, San Juan, San Luis y Córdoba, convirtiéndose en un centro y núcleo derivador importante.

## Museo de los Caudillos
El Museo de los Caudillos exhibe, entre otros elementos, utensilios de las culturas preincaicas, herramientas del pueblo olongasta, armas de fuego utilizadas en la lucha entre unitarios y federales, uniformes, vestimenta y objetos personales del Chacho Peñaloza y de Facundo Quiroga, obras pictóricas y numerosas artesanías.

## Turismo
Chepes cuenta con una piscina municipal; en la localidad denominada «Villa Chepes Viejo», situada a 9 km aproximadamente punto cardinal norte de la ciudad de Chepes. El agua para la pileta es de vertiente con bastante salinidad y con temperatura de 20 °C, lugar para el esparcimiento con el silencio de las sierras.
También está la antigua iglesia colonial, actualmente remodelada, donde se refugiaban los caudillos riojanos. Además cuenta con un museo histórico, administrado por el Municipio; siguiendo un camino de tierra, hacia punto cardinal Noroeste; el cual está en buen estado, a pocos km se encuentra el pintoresco paraje rural «Villa Casana», contando con un paisaje poblado de grandes piedras.
A 23 km, de la ciudad de Chepes, punto cardinal oeste se encuentra el paraje San Antonio, por ruta provincial RP 29 donde se encuentra la vivienda del Tigre de los Llanos Don Juan Facundo Quiroga. La casa, que con el tiempo se fue deteriotrando pero con la buena voluntad de los vecinos sigue en pie. Ahí podrán observarse los muebles que usó Quiroga, todos hechos a mano con la madera casi o igual de dura como el quebracho. Su cama, escritorio, sillones etc.

## Actividades
El Dto. Rosario Vera Peñaloza cuenta con una gran población dispersa, pero un gran número se aglomera en la ciudad de Chepes, con la finalidad de buscar trabajo de albañilería, carpintería, tratando de mejorar su calidad de vida etc., pero fundamentalmente para darle a sus hijos posibilidad de terminar sus estudios secundarios ya que hay tres colegios secundarios públicos y además en Chepes funciona una sede universitaria pública que depende de la UNLaR (Universidad Nacional de La Rioja).
La población rural se dedica entre varias actividades campestres, fundamentalmente a la cría de ganado vacuno, mular, caballar y caprino, contando hasta el año 2007 con un registro de más de 400 productores rurales que se han organizado en una Cooperativa; para coordinar la venta de sus productos (Cabritos), se dedican también al corte y venta de la leña y poleo, en grandes cantidades (toneladas), organizándose los trabajadores en cuadrillas de hasta treinta hombres, que se instalan en los campos cada quince días y luego venden a compradores de la ciudad de San Juan, Mendoza (leña) y el (poleo) a compradores de la ciudad de Córdoba. El poleo es una hierba aromática regional de esta zona, de sabor agradable, la cual se utiliza para fines terapéuticos y es mezclada con la yerba u otras plantas medicinales para su comercio.

## Santos patronos

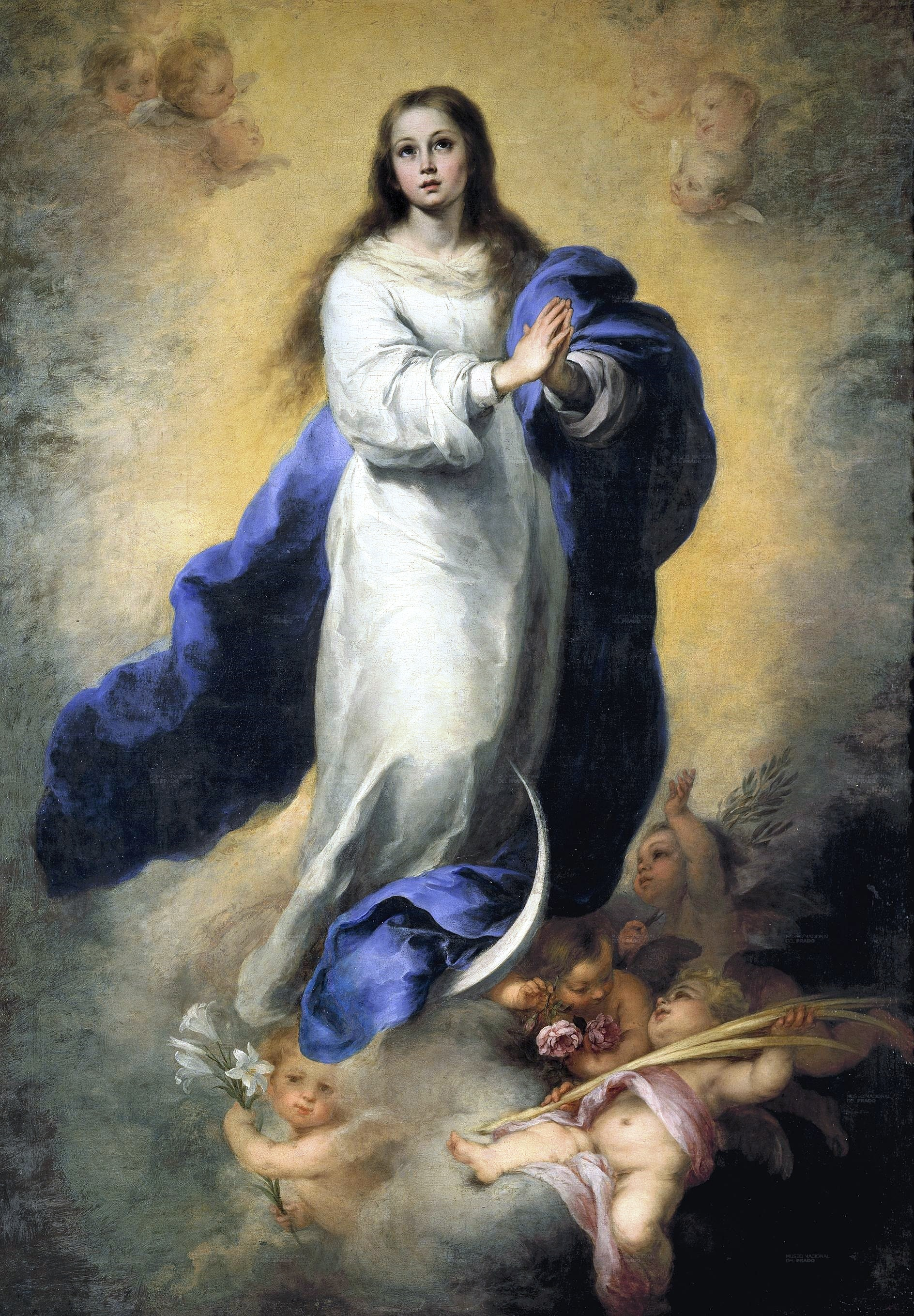
La Virgen de la Inmaculada Concepción es la santa patrona de Chepes.

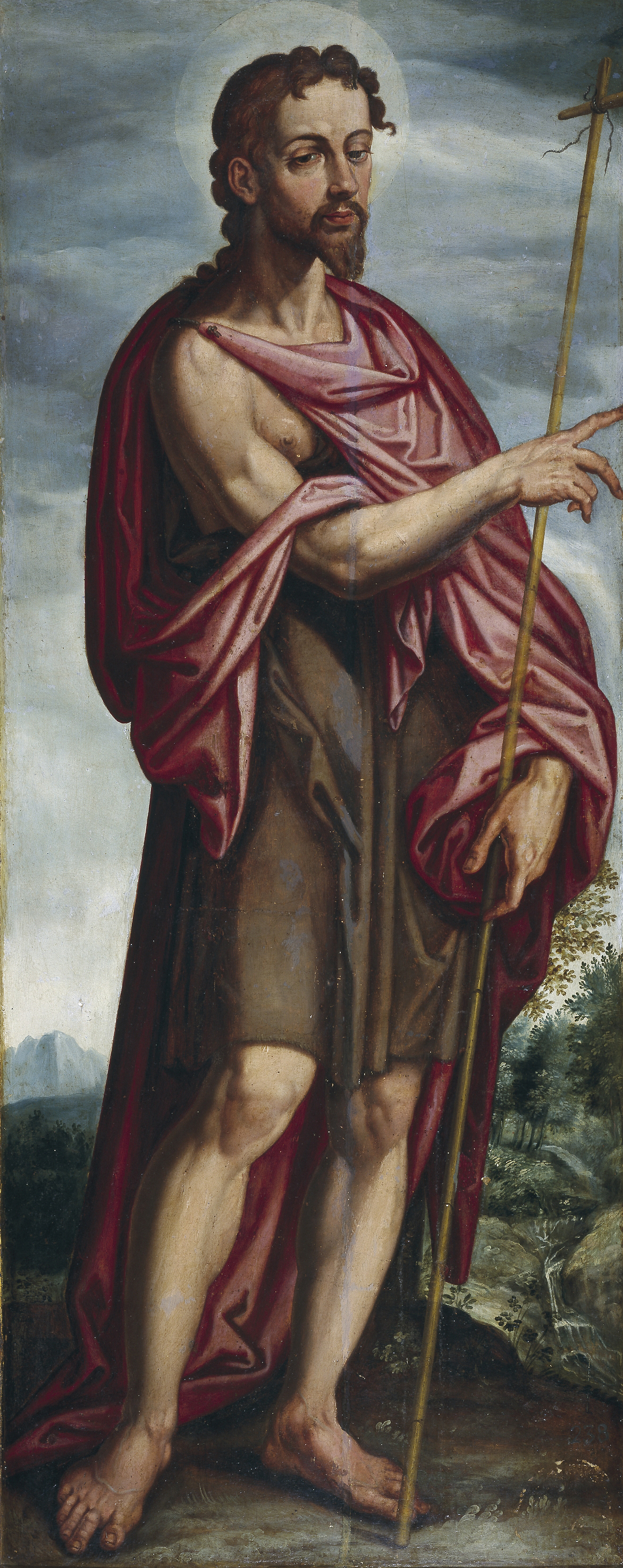
Juan el Bautista es el santo patrono de Chepes.

Nuestra Señora de la Inmaculada Concepción, en Villa Chepes: lugar donde se encontraban las autoridades e instituciones comunales hasta aproximadamente la segunda década del siglo XX.
Posteriormente las mismas se trasladaron a Estación Chepes localidad que ganó importancia comercial y política. Todos los 8 de diciembre de cada año, se celebra una multitudinaria procesión que encabeza la Inmaculada Concepción desde el templo parroquial de Chepes hasta la iglesia de la Villa.
El Santo Patrono de la ciudad de Chepes, es San Juan Bautista cuya fiesta se celebra los 24 de junio.

## Parroquias de la Iglesia católica en Chepes
| Diócesis  | La Rioja              |
| --------- | --------------------- |
| Parroquia | Inmaculada Concepción |